# Nahomie Ambroise
Nahomie Ambroise (* 13. November 2003) ist eine haitianische Fußballtorhüterin.

## Karriere

### Vereine
Im Sommer 2022 wechselte sie aus ihrer Heimat vom Anacaona SC in die USA, wo sie dann für den Little Haiti FC spielte.

### Nationalmannschaft
Mit der haitianischen U17 nahm sie an der CONCACAF Meisterschaft 2018 teil. Im nächsten Jahr folgten mit der U19 Einsätze beim Sud Ladies Cup 2019 und im wiederum darauffolgenden Jahr die Teilnahme mit der U20 an der CONCACAF Meisterschaft 2020. Auch an der CONCACAF Meisterschaft 2022 nahm sie mit ihrem Team teil.
Erstmals für den Kader der A-Nationalmannschaft, wurde sie im Februar 2022 nominiert. Hier gab sie auch ihr Debüt, als sie bei einem 11:0-Sieg über St. Vincent und die Grenadinen während der Qualifikation für die CONCACAF W Championship 2022 in der Startelf stand und über die komplette Spielzeit das Tor hütete. Danach kam sie nochmal bei einem 21:0-Sieg über die Britischen Jungferninseln zum Einsatz. Auch bei der Endrunde selbst kamen noch einmal zwei Einsätze hinzu.
Nach der erfolgreichen Qualifikation für die WM 2023 war sie auch bei diesem Turnier Teil des Kaders, kam jedoch nicht zum Einsatz.